# Дженніфер Крофт

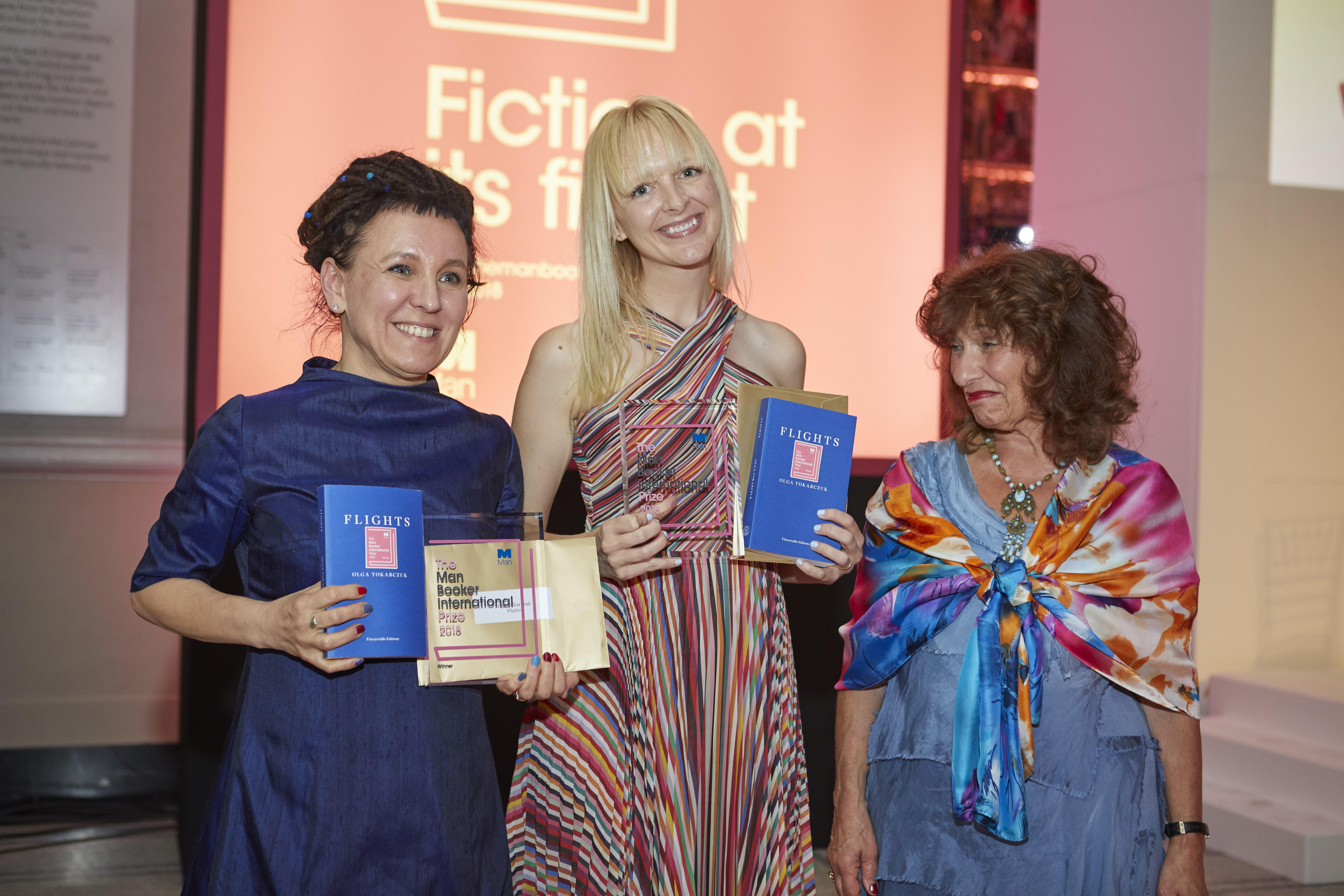
Ольга Токарчук та Дженніфер Крофт з Лізою Апіньянесі, головою Міжнародної Букерівської премії (2018)

Дженніфер Крофт — американська письменниця, критикиня і перекладачка з іспанської, польської та української мов.
Дженніфер Крофт отримала ступінь кандидата порівняльних досліджень літератури у Північно -Західному університеті та ступінь магістра образотворчого мистецтва в Університеті Айови. Вона є стипендіатом грантів та стипендій: Фулбрайта, ПЕН, Макдауелла, Національного фонду мистецтв, а також премії Майкла Генрі Гейма за переклади. Вона — редакторка та засновниця The Buenos Aires Review; публікувалася у The New York Times, The Los Angeles Review, The Guardian, The Chicago Tribune.
Разом з Ольгою Токарчук її нагороджено Міжнародною Букерівською премією 2018 року за переклад книги «Бігуни». Згодом письменниця переклала «Книги Якова», за які отримала літературну нагороду «Ніка» у 2015 році, публікація книги була запланована на осінь 2021 року.